# ترنس مالدیوین ایرویز
ترنس مالدیوین ایرویز (به انگلیسی: Trans Maldivian Airways) یک شرکت هواپیمایی با کد یاتا M8 است که در تاریخ ۱۹۸۹ میلادی تأسیس شده است. دفتر مرکزی ترنس مالدیوین ایرویز در ماله، مالدیو واقع شده‌است و قطب این شرکت هواپیمایی در فرودگاه بین‌المللی ابراهیم نصیر قرار دارد و به ۶۳ مقصد، پرواز انجام می‌دهد.